# Monterotondo
Monterotondo település Olaszországban, Lazio régióban, Róma megyében. Lakosainak száma 40 979 fő (2023. január 1.). Monterotondo Castelnuovo di Porto, Fonte Nuova, Mentana, Montelibretti, Palombara Sabina, Róma, Capena és Riano községekkel határos.

## Népesség
A település lakossága az elmúlt években az alábbi módon változott:
| Lakosok száma | 40 813 | 41 144 | 40 979 |
|               | 2017   | 2018   | 2023   |